# Kensington Palace

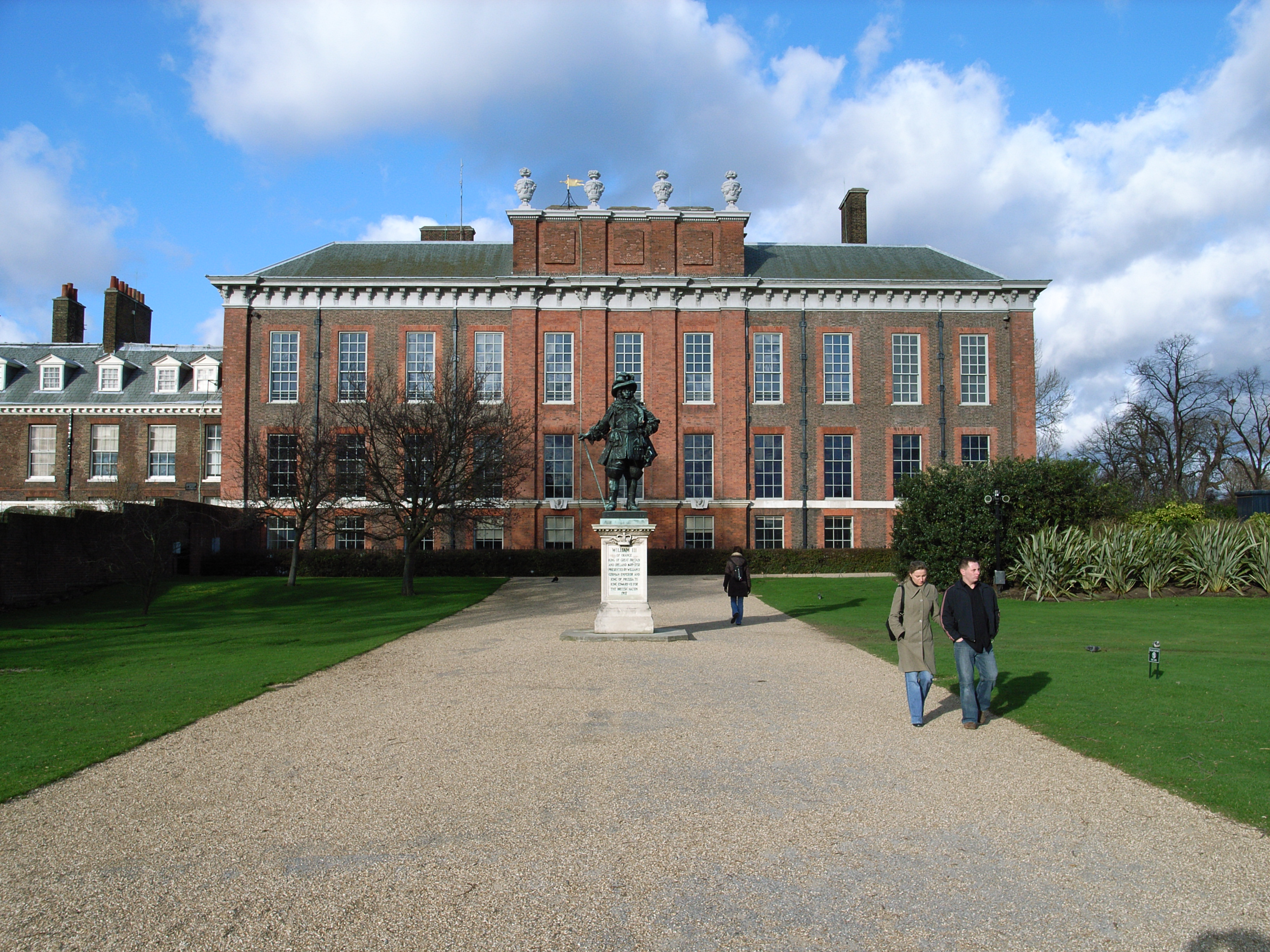
Kensington Palace

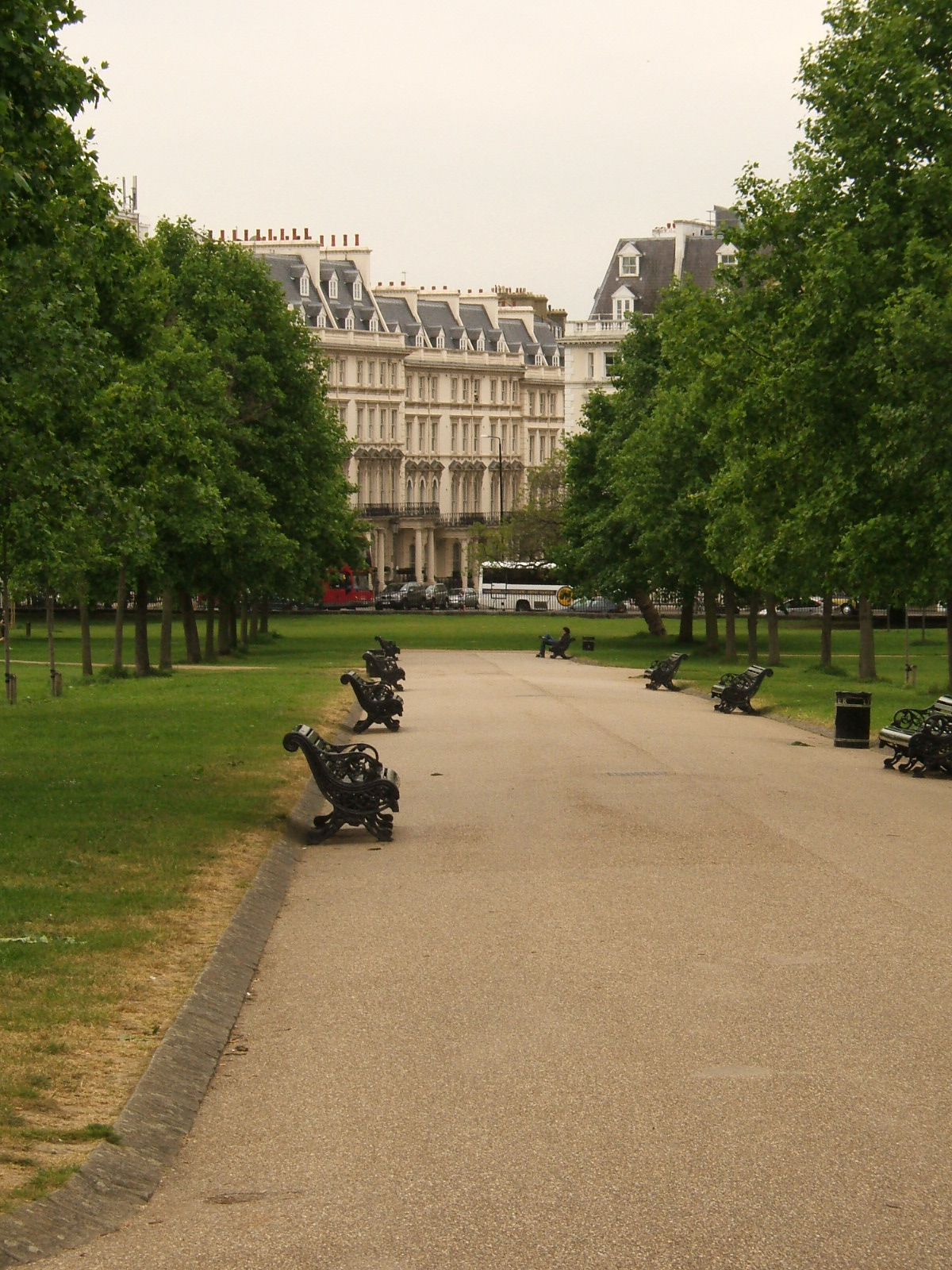
Kensington Palace Gardens

Kensington Palace is een koninklijke residentie in de Kensington Gardens, Kensington and Chelsea te Londen, Engeland. Vanaf de 17e eeuw was het een residentie van de Britse koninklijke familie. Sinds 2013 is het de officiële verblijfplaats van hertog en hertogin van Gloucester, de hertog en hertogin van Kent en prins en prinses Michael van Kent.
Tot 1997 was het de officiële residentie van Diana Spencer, prinses van Wales, tot 2002 van prinses Margaret, tot 2004 van prinses Alice en tot de zomer van 2022 van William, prins van Wales en Catherine, prinses van Wales en hun kinderen. 
Het onderhoud en beheer van het gebouw is heden in beheer van de stichting Historic Royal Palaces

## Geschiedenis
Het vroeg-17e-eeuwse gebouw werd in de plaats Kensington als Nottingham House voor de graaf van Nottingham gebouwd. Het werd door Willem III in 1689 gekocht, omdat de koning een residentie bij Londen wilde zonder de vuile lucht omdat hij astmatisch was. Kensington was toen een plaats buiten Londen, maar toegankelijker dan Hampton Court. Een privéweg werd aangelegd van het paleis naar Hyde Park Corner, breed genoeg om verschillende koetsen naast elkaar te laten rijden, waarvan een deel als Rotten Row is overgebleven. Het paleis werd verbeterd en uitgebreid door Christopher Wren. Als privégebouw werd het aangeduid als Kensington House, in plaats van 'Paleis'.
Willem III overleed op Kensington Palace en koningin Victoria werd er geboren.